# Chelonosternus tremolerasi
Chelonosternus tremolerasi är en skalbaggsart som beskrevs av Heinrich Bickhardt 1909. Chelonosternus tremolerasi ingår i släktet Chelonosternus och familjen stumpbaggar. Inga underarter finns listade i Catalogue of Life.